# Остапенко, Пётр Максимович

Мемориальная доска на доме № 26, улица Маркова, Владикавказ

Пётр Макси́мович Оста́пенко (17 сентября 1928, город Прохладный — 8 апреля 2012, город Жуковский) — советский лётчик-испытатель (свыше 5000 часов налета, более 10 000 посадок), Герой Советского Союза (1971), заслуженный лётчик-испытатель СССР (1973), мастер спорта СССР международного класса (1962), лауреат Государственной премии СССР, Почётный авиастроитель СССР, установил 8 мировых авиационных рекордов (один из них — абсолютный). 
В г.Жуковский 17.09. 2024 установлена Мемориальная доска, в честь 95- летия П.М. Остапенко  на доме, где он жил.

## Биография
Родился 17 сентября 1928 в городе Прохладный. По происхождению русский. Потомки произошли от казаков. В 1931 его казацкую семью раскулачили и семья отправилась во Владикавказ.
В детстве пережил Великую Отечественную войну. По его словам, именно тогда у него появилась тяга к самолётам. В четырнадцатилетнем возрасте он стал свидетелем сражения в небе. По его словам в небе сражались два советских самолёта и два немецких «мессера». Советские самолёты подбили одного «мессера», но сами разбились, в результате чего из схватки вышел всего один «мессер». Немецкий лётчик, заметив юного Петра, устремился на него и стал стрелять. Убежав и чудом оставшись в живых, Пётр долго вспоминал то сражение.
В 1942 году завершил обучение в седьмом классе железнодорожной школы № 1 (сегодня — объект культурного наследия) на улице Маркова, д. 26 в Орджоникидзе. Работал шофёром. Начал военную службу в 1947, а в 1951 окончил Армавирское военное авиационное училище лётчиков, оставлен в нём лётчиком-инструктором. С 1957 демобилизован в звании капитана. В 1958 окончил Школу лётчиков-испытателей, в 1967 — вечернее отделение Жуковского филиала Московского авиационного института.
В 1958—1981 — на лётно-испытательной работе в ОКБ А. И. Микояна.
Память
- 16 октября 1999 года на доме № 26 по улице Маркова во Владикавказе была установлена мемориальная доска (автор — скульптор Владимир Хаев[1])[2].

### Поднял в небо и провёл испытания
Выполнил первые полёты и провёл испытания сверхзвуковых самолётов-истребителей:
| Самолёт            | Дата       |
| ------------------ | ---------- |
| Е-7/2 (МиГ-21П)    | 01.02.1960 |
| Е-6У (МиГ-21У)     | 08.10.1960 |
| Е-152/2            | 21.09.1961 |
| Е-155П (МиГ-25П)   | 09.09.1964 |
| МиГ-21ПД («23-31») | 16.06.1966 |
| МиГ-23ПД («23-01») | 03.04.1967 |

| Самолёт              | Дата       |
| -------------------- | ---------- |
| МиГ-23/2             | 22.03.1968 |
| Е-155ПУ (МиГ-25ПУ)   | 28.10.1969 |
| МиГ-23 («23-41»)     | 20.08.1970 |
| МиГ-23Б/2            | 07.03.1973 |
| Е-155МП/2 (МиГ-31/2) | 22.04.1976 |
| МиГ-29/4             | 03.07.1979 |

Участвовал в испытаниях самолётов МиГ-19, МиГ-21, МиГ-23, МиГ-25, МиГ-27, МиГ-29, МиГ-31 и их модификаций. Во время испытаний дважды катапультировался из-за отказа двигателя. 20 сентября 1979 года на аэродроме Ахтубинск, ГК НИИ ВВС, пожар двигателей на МиГ-31 из-за утечки топлива. Экипаж (пилот Пётр Остапенко и штурман Леонид Попов) успешно катапультировался. Самолёт полностью разрушен.

### Установил рекорды
Установил 8 мировых авиационных рекордов (из них 1 — абсолютный):
| № | Дата       | Класс ФАИ  | № ФАИ | Самолёт          | Наименование рекорда                                    | Результат      |
| - | ---------- | ---------- | ----- | ---------------- | ------------------------------------------------------- | -------------- |
| 1 | 11.09.1962 | C-Absolute |       | Е-166 (Е-152)    | Высота горизонтального полёта                           | 22670 м        |
| 2 | 11.09.1962 | С-1        | 8652  | Е-166 (Е-152)    | Высота горизонтального полёта                           | 22670 м        |
| 3 | 27.10.1967 | С-1        | 8507  | Е-266 (МиГ-25)   | Скорость на 1000-км замкнутом маршруте                  | 2920,67 км/час |
| 4 | 27.10.1967 | С-1        | 8508  | Е-266 (МиГ-25)   | Скорость на 1000-км замкнутом маршруте с грузом 1000 кг | 2920,67 км/час |
| 5 | 27.10.1967 | С-1        | 8509  | Е-266 (МиГ-25)   | Скорость на 1000-км замкнутом маршруте с грузом 2000 кг | 2920,67 км/час |
| 6 | 04.06.1973 | С-1        | 9071  | Е-266 (МиГ-25)   | Время набора высоты 25000 м                             | 3 мин 12,6 с   |
| 7 | 04.06.1973 | С-1        | 9091  | Е-266 (МиГ-25)   | Время набора высоты 30000 м                             | 4 мин 3,86 с   |
| 8 | 17.05.1975 | С-1        | 6738  | Е-266М (МиГ-25М) | Время набора высоты 30000 м                             | 3 мин 9,85 с   |

## Награды
- Герой Советского Союза (1971);
- орден Ленина (26.04.1971);

Семейная могила Петра и Луизы Остапенко на Быковском кладбище в Жуковском Московской области

- орден Красного Знамени (22.07.1966);
- орден Трудового Красного Знамени (11.10.1974);
- орден Красной Звезды (21.08.1964);
- Заслуженный лётчик-испытатель СССР (1973);
- лауреат Государственной премии СССР (1981);
- мастер спорта СССР международного класса (1962);
- Почётный авиастроитель СССР;
- медаль де Лаво (1962);
- почётный знак «Осетия-Алания»;
- почётный гражданин города Жуковский[3].

## Интересные факты
- Установил 8 мировых авиационных рекордов (из них 1 — абсолютный): в 1961 году — 2 рекорда высоты на Е-152, в 1967 году — 3 рекорда скорости на МиГ-25, в 1973 году — 2 рекорда скороподъёмности на МиГ-25, в 1975 году — рекорд скороподъёмности на МиГ-25М.
- Дважды чуть не погиб в полёте из-за отказа двигателя.